# Larisa Berežna
Larisa Berežna (ukrajinsko Лариса Бережна), ukrajinska atletinja, * 28. februar 1961, Kijev, Sovjetska zveza.
Nastopila je na poletnih olimpijskih igrah leta 1992 v skoku v daljino. Na svetovnih prvenstvih je osvojila srebrno medaljo leta 1993 in bronasto leta 1991, na svetovnih dvoranskih prvenstvih naslov prvakinje leta 1991 in bronasto medaljo leta 1989, na evropskih dvoranskih prvenstvih pa naslov prvakinje leta 1992.